# Tour de Catalogne
Cet article concerne la course masculine. Pour la course féminine, voir Tour de Catalogne féminin.
Le Tour de Catalogne (en catalan : Volta Ciclista a Catalunya) est une course cycliste sur route à étapes se disputant en Catalogne (Espagne). La première édition a lieu en 1911, soit 24 ans avant le tour d'Espagne. Cette course est inscrite depuis 2005 au programme du calendrier ProTour, devenue World Tour en 2011. C'est l'une des trois courses par étapes du World Tour en Espagne, avec le Tour d'Espagne et le Tour du Pays Basque.
Traditionnellement couru en septembre puis juin, il se dispute en mai de 2005 à 2009 - pendant le Tour d'Italie - avant d'être à nouveau déplacé en 2010 à la fin mars, laissant sa place au Tour de Californie. C'est une course assez montagneuse, qui emprunte régulièrement les routes de la Principauté d'Andorre.
Couru sur sept jours, le Tour de Catalogne couvre la communauté autonome de Catalogne dans l'Espagne du Nord et contient une ou plusieurs étapes dans la région montagneuse des Pyrénées. La course se termine traditionnellement par une étape à Barcelone, la capitale de la Catalogne, sur un circuit comprenant la célèbre montée de Montjuïc et son parc.
Le Tour de Catalogne est la quatrième plus ancienne course cycliste par étapes derrière le Tour de France (1903), le Tour de Belgique (1908) et le Tour d'Italie (1909). Il est le deuxième événement cycliste organisé sur la péninsule ibérique, après le défunt Tour de Tarragone (1908-2010), également créé en Catalogne. L'icône du cyclisme catalan Mariano Cañardo a remporté la course à sept reprises dans les années 1920 et 1930, établissant un record inégalé.
La course fait partie de la Coupe d'Espagne depuis 2019.

## Histoire

### Les pionniers

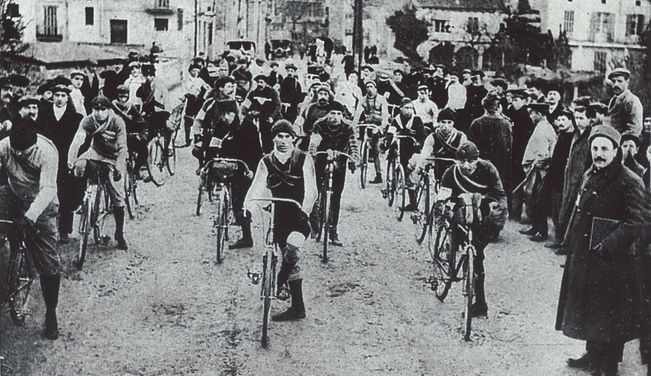
Premier départ du Tour de Catalogne (6 janvier 1911)

La course est fondée en 1911 sur une idée de Miquel Arteman, fonctionnaire et journaliste cycliste pour le journal hebdomadaire (à cette époque) Mundo Deportivo, avec l'appui de Narcisse Masferrer, président de l'« Unión Española Velocipédica » (précurseur de la RFEC qui est aujourd'hui la Fédération royale espagnole de cyclisme), et Jaume Grau, fondateur du Mundo Deportivo. Arteman avec l'aide du Club Deportivo Barcelona, organise une course sur trois étapes,. La première édition a donc lieu sur trois jours, du 6 au 8 janvier 1911. 43 cyclistes sont inscrits, mais seulement 34 prennent le départ sur la place de Sarria à Barcelone. Vingt-deux coureurs terminent la course sur le velodromo di Sants, encore une fois à Barcelone, à l'issue d'un parcours de 363 kilomètres passant par Tarragone et Lleida. Vainqueur avec une moyenne de 23 km/h, l'Espagnol Sebastián Masdeu remporte également les première et troisième étapes.
Sous l'impulsion de Miquel Arteman, le Club Deportivo Barcelona prend en charge l'organisation de la course en 1912 et 1913 - courses remportées respectivement par José Magdalena, deuxième en 1911 et Joan Martí - puis après le transfert d'Arteman à Séville, le Club Deportivo est dissous et l’organisation de la course s'arrête. Le Tour reprend sept ans plus tard, en 1920, sous la direction de l'Unión Velocipédica Española (il est remporté par le Français José Pelletier), avant d'être à nouveau suspendu en 1921.

### Relance et Guerre civile espagnole

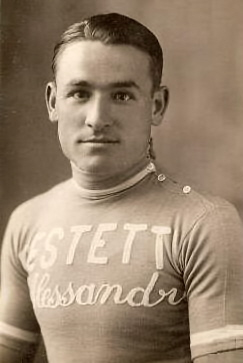
Mariano Cañardo remporte la course à sept reprises (record).

L'histoire du Tour de Calalogne reprend en 1923, pour sa cinquième édition. L'organisation est cette fois prise en charge par l'Unión Deportiva de Sants, une société fondée à Barcelone en avril 1922 à la suite de la fusion de quatre clubs, deux dans le football et deux dans le cyclisme, Elle prend également en charge les équipes de football de Barcelone. Cette reprise permet à la course de se développer. Elle se court désormais sur une période classique d'une semaine et devient un événement prestigieux, capable d'attirer une large représentation internationale, principalement venant de la France et de l'Italie. C'est au cours de cette période, entre 1920 et 1930, qu'apparaît une grande figure du Tour de Catalogne, le cycliste navarrais Mariano Cañardo. Cañardo, septuple vainqueur de la course entre 1928 et 1939, a grandi dans le district de Sant Andreu de Barcelone. Il détient toujours le record de victoires au classement général sur la course et reste un symbole du sport catalan de ces années,.
En 1937 et 1938, la course connait une autre interruption de deux ans en raison de la guerre civile espagnole, ce qui entrave la série de victoires consécutives de Cañardo. À partir de 1939, avec la fin du conflit, la course se déroule régulièrement chaque année, toujours sous le patronage de l'« Unión Deportiva de Sants » (la société organisatrice en 2007 est officiellement devenue la Volta Ciclista a Catalunya Asociación Deportiva). En 1939, la Seconde Guerre mondiale éclate dans le reste de l'Europe et, alors que la Catalogne est impliqué dans la guerre et malgré l'absence de participants étrangers, la course est à l'apogée de sa popularité et considérée comme un symbole de la culture sportive catalane. En 1945, pour marquer la 25e édition de l'épreuve, la course est exceptionnellement courue sur deux semaines, avant de revenir à son format de sept jours l'année suivante.

### Ère moderne
Au fil des années, plusieurs grands champions remportent la course : Miguel Poblet en 1952 et 1960, Jacques Anquetil en 1967, Eddy Merckx en 1968, Luis Ocaña en 1971, Felice Gimondi en 1972, Francesco Moser en 1978, Sean Kelly en 1984 et 1986. La star espagnole des années 1990, Miguel Indurain, s'impose à trois reprises en 1988, 1991 et 1992. Le Colombien Álvaro Mejía devient le premier vainqueur non-européen en 1993.
De 1941 à 1994, la course a lieu en septembre. Lorsque UCI  décide de révolutionner le calendrier cycliste international en 1995, le Tour d'Espagne récupère la date en septembre et le Tour de Catalogne est déplacé en juin. La course se termine deux semaines avant le début du Tour de France et elle devient une course de préparation intéressante pour les protagonistes du classement général. Le Français Laurent Jalabert remporte l'édition 1995, puis prend la quatrième place du Tour de France cette même année.
En 1999, âgé de 22 ans, le coureur espagnol Manuel Sanroma meurt à la suite d'un accident au cours de la deuxième étape de la course. Sanroma, un sprinteur prometteur, est le favori pour remporter l'étape, mais il tombe la tête la première sur un trottoir à un kilomètre de l'arrivée à Vilanova i la Geltrú. Malgré le port d'un casque, il succombe à ses blessures à l'hôpital,. Le lendemain, les coureurs décident de neutraliser l'étape à Barcelone.

### Course World Tour

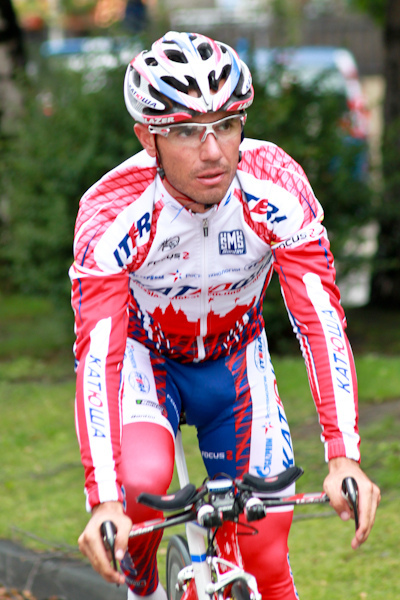
Joaquim Rodriguez s'impose à deux reprises dans les années 2010.

En 2005, la course est incluse dans la première édition de l'UCI ProTour et l'épreuve est déplacée en mai, pour éviter de rentrer en conflit avec le Tour de Suisse. L'édition est remportée par l'Ukrainien Yaroslav Popovych mais le changement de date n'est pas couronnée de succès, la nouvelle date coïncidant avec le Tour d'Italie, l'un des trois grands tours. En 2009, la course intègre le calendrier mondial de l'UCI, devenu en 2011 l'UCI World Tour.
Depuis 2010, le Tour se court fin mars, une semaine après Tirreno-Adriatico. Elle prend la place détenue jusqu'alors par une autre course disputée en Catalogne, la Semaine catalane. Joaquim Rodriguez, le meilleur coureur catalan de sa génération, remporte la course deux fois depuis le changement de date. La victoire de l'Espagnol Alberto Contador lors de l'édition 2011 est réaffectée à son dauphin l'Italien Michele Scarponi à la suite de la disqualification pour dopage de Contador,,.
Les éditions des années 2010 voient la participation des meilleurs grimpeurs et coureurs par étapes, qui viennent se tester lors d'une épreuve qui propose plusieurs arrivées au sommet et aucun contre-la-montre. La liste des participants de l'édition 2016 étant même comparée à celle du Tour de France, alors que celle de l'édition 2019 bénéficie de la présence de la plupart des coureurs de grand tour.
L'édition 2020 est annulée à cause de l'épidémie de maladie à coronavirus. En 2021, Adam Yates, Richie Porte et Geraint Thomas réalisent un rare triplé pour l'équipe Ineos Grenadiers. La Sloovénie va ensuite enchaîner trois victoires finales, avec Primož Roglič (2023 et 2025) et Tadej Pogačar (2024).

## Maillots

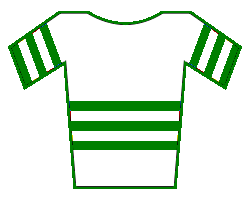
Maillot blanc avec des bandes vertes porté par le leader sur le Tour de Catalogne.

Le leader du classement général reçoit un maillot blanc et vert rayé. Il y a aussi plusieurs autres classements annexes. Le vainqueur du classement par points (sprints) porte un maillot blanc, le vainqueur du classement de la montagne porte un maillot rouge.
Il y a aussi un classement par équipes, un classement du meilleur catalan et un classement du meilleur jeune (moins de 25 ans).

## Parcours

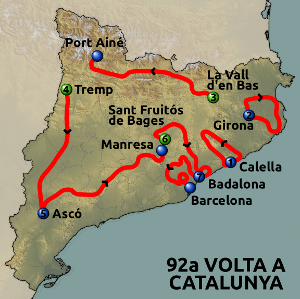
Parcours du Tour de Catalogne 2012.

Depuis que la course est placée plus tôt dans le calendrier international à la fin de mars, le Tour de Catalogne commence généralement dans l'une des stations balnéaires de la Costa Brava avec une étape en boucle à l'intérieur des terres, généralement adaptée pour les sprinteurs.
La course aborde les montagnes des Pyrénées dans la partie médiane de la course, bien que les sommets franchis soient généralement moins élevés qu'avant le changement de date, en raison des routes souvent enneigées et des températures froides en haute altitude à cette période. Une des montées régulières de la course est l'arrivée au sommet à La Molina, un col de 11,6 km avec une pente moyenne de 4,8 %. La station de ski à Alp emmène le peloton à 1694 m d'altitude, avec le temps qui joue souvent un rôle décisif.
La course se termine traditionnellement par une étape vallonnée à Barcelone sur un circuit mettant en vedette la montée de Montjuïc et son parc, que les coureurs franchissent à huit reprises.

## Palmarès
| Année   | Vainqueur                      | Deuxième                      | Troisième                   |
| ------- | ------------------------------ | ----------------------------- | --------------------------- |
| 1911    | Sebastián Masdeu               | José Magdalena                | Vicente Blanco              |
| 1912    | José Magdalena                 | Juan Martí                    | Antonio Crespo              |
| 1913    | Juan Martí                     | Antonio Crespo                | Guillermo Antón             |
| 1914-19 | Non disputé                    | Non disputé                   | Non disputé                 |
| 1920    | José Pelletier                 | José Nat                      | Jaime Janer                 |
| 1921-22 | Non disputé                    | Non disputé                   | Non disputé                 |
| 1923    | Maurice Ville                  | José Pelletier                | José Nat                    |
| 1924    | Mució Miquel                   | Teodoro Monteys               | Victorino Otero             |
| 1925    | Mució Miquel                   | Jaime Janer                   | Teodoro Monteys             |
| 1926    | Victor Fontan                  | Mució Miquel                  | Mariano Cañardo             |
| 1927    | Victor Fontan                  | Mariano Cañardo               | Georges Cuvelier            |
| 1928    | Mariano Cañardo                | Mució Miquel                  | Julio Borras                |
| 1929    | Mariano Cañardo                | Jean Aerts                    | Arturo Bresciani            |
| 1930    | Mariano Cañardo                | Marcel Maurel                 | Ricardo Montero             |
| 1931    | Salvador Cardona               | Mariano Cañardo               | Aleardo Simoni              |
| 1932    | Mariano Cañardo                | Domenico Piemontesi           | Isidro Figueras             |
| 1933    | Alfredo Bovet                  | Ambrogio Morelli              | Antoine Dignef              |
| 1934    | Bernardo Rogora                | Alfons Deloor                 | Nino Sella                  |
| 1935    | Mariano Cañardo                | Federico Ezquerra             | Joseph Huts                 |
| 1936    | Mariano Cañardo                | Frans Bonduel                 | Juan Gimeno                 |
| 1937-38 | Non disputé                    | Non disputé                   | Non disputé                 |
| 1939    | Mariano Cañardo                | Diego Cháfer                  | Fermín Trueba               |
| 1940    | Christophe Didier              | Mathias Clemens               | Mariano Cañardo             |
| 1941    | Antonio Andrés Sancho          | Andres Canals                 | José Campama                |
| 1942    | Federico Ezquerra              | Julián Berrendero             | Diego Cháfer                |
| 1943    | Julián Berrendero              | Vicente Miró                  | Antonio Destrieux           |
| 1944    | Miguel Casas                   | Dalmacio Langarica            | Vicente Miró                |
| 1945    | Bernardo Ruiz                  | Juan Gimeno                   | Robert Zimmermann           |
| 1946    | Julián Berrendero              | Gottfried Weilenmann          | Bernardo Capó               |
| 1947    | Emilio Rodríguez               | Miguel Gual                   | Georges Aeschlimann         |
| 1948    | Emilio Rodríguez               | Giuliano Bresci               | Ezio Cecchi                 |
| 1949    | Émile Rol                      | Miguel Poblet                 | Robert Desbats              |
| 1950    | Antonio Gelabert               | José Serra Gil                | Francisco Masip             |
| 1951    | Primo Volpi                    | Francisco Masip               | Manuel Rodríguez (cyclisme) |
| 1952    | Miguel Poblet                  | Salvador Botella              | José Serra Gil              |
| 1953    | Salvador Botella               | Francisco Masip               | José Serra Gil              |
| 1954    | Walter Serena                  | Alberto Sant                  | Miguel Poblet               |
| 1955    | José Gómez del Moral           | Gabriel Company               | Emilio Rodríguez            |
| 1956    | Aniceto Utset                  | Vicente Iturat                | Francisco Masip             |
| 1957    | Jesús Loroño                   | Salvador Botella              | René Marigil                |
| 1958    | Richard Van Genechten          | Gabriel Mas                   | Aniceto Utset               |
| 1959    | Salvador Botella               | Fernando Manzaneque           | José Herrero Berrendero     |
| 1960    | Miguel Poblet                  | José Pérez Francés            | Emilio Cruz                 |
| 1961    | Henri Duez                     | Juan Jorge Nicolau            | Juan Manuel Menéndez        |
| 1962    | Antonio Karmany                | Manuel Martín Piñera          | Ginés García                |
| 1963    | Joseph Novales                 | Angelino Soler                | Antonio Suárez              |
| 1964    | Joseph Carrara                 | Pasquale Fabbri               | José María Errandonea       |
| 1965    | Antonio Gómez del Moral        | Carlos Echeverría             | Roberto Poggiali            |
| 1966    | Arie den Hartog                | Jacques Anquetil              | Paul Gutty                  |
| 1967    | Jacques Anquetil               | Antonio Gómez del Moral       | Robert Hagmann              |
| 1968    | Eddy Merckx                    | Felice Gimondi                | Giancarlo Ferretti          |
| 1969    | Mariano Díaz                   | Franco Bitossi                | Jesús Manzaneque            |
| 1970    | Franco Bitossi                 | Francisco Galdós              | Bernard Labourdette         |
| 1971    | Luis Ocaña                     | Bernard Labourdette           | Domingo Perurena            |
| 1972    | Felice Gimondi                 | José Antonio González Linares | Antonio Martos              |
| 1973    | Domingo Perurena               | Jesús Manzaneque              | Antonio Martos              |
| 1974    | Bernard Thévenet               | Andrés Oliva                  | Domingo Perurena            |
| 1975    | Fausto Bertoglio               | Michel Laurent                | José Martins                |
| 1976    | Enrique Martínez Heredia       | Ronald De Witte               | Agustín Tamames             |
| 1977    | Freddy Maertens                | Johan De Muynck               | Joop Zoetemelk              |
| 1978    | Francesco Moser                | Francisco Galdós              | Pedro Torres                |
| 1979    | Vicente Belda                  | Pedro Vilardebo               | Christian Jourdan           |
| 1980    | Marino Lejarreta               | Johan van der Velde           | Vicente Belda               |
| 1981    | Faustino Rupérez               | Serge Demierre                | Marino Lejarreta            |
| 1982    | Alberto Fernández Blanco       | Pedro Munoz                   | Julián Gorospe              |
| 1983    | José Recio                     | Faustino Rupérez              | Julius Thalmann             |
| 1984    | Sean Kelly                     | Pedro Munoz                   | Ángel Arroyo                |
| 1985    | Robert Millar                  | Sean Kelly                    | Julián Gorospe              |
| 1986    | Sean Kelly                     | Álvaro Pino                   | Charly Mottet               |
| 1987    | Álvaro Pino                    | Ángel Arroyo                  | Iñaki Gastón                |
| 1988    | Miguel Indurain                | Laudelino Cubino              | Marino Lejarreta            |
| 1989    | Marino Lejarreta               | Pedro Delgado                 | Álvaro Pino                 |
| 1990    | Laudelino Cubino               | Marino Lejarreta              | Pedro Delgado               |
| 1991    | Miguel Indurain                | Pedro Delgado                 | Alex Zülle                  |
| 1992    | Miguel Indurain                | Tony Rominger                 | Antonio Martín Velasco      |
| 1993    | Álvaro Mejía                   | Maurizio Fondriest            | Antonio Martín Velasco      |
| 1994    | Claudio Chiappucci             | Fernando Escartín             | Pedro Delgado               |
| 1995    | Laurent Jalabert               | Melchor Mauri                 | Jesús Montoya               |
| 1996    | Alex Zülle                     | Patrick Jonker                | Marco Fincato               |
| 1997    | Fernando Escartín              | Ángel Casero                  | Mikel Zarrabeitia           |
| 1998    | Hernán Buenahora               | Georg Totschnig               | Fernando Escartín           |
| 1999    | Manuel Beltrán                 | Roberto Heras                 | José María Jiménez          |
| 2000    | José María Jiménez             | Óscar Sevilla                 | Leonardo Piepoli            |
| 2001    | Joseba Beloki                  | Igor González de Galdeano     | Fernando Escartín           |
| 2002    | Roberto Heras                  | Aitor Garmendia               | Luis Perez                  |
| 2003    | José Antonio Pecharromán       | Roberto Heras                 | Koldo Gil                   |
| 2004    | Miguel Ángel Martín Perdiguero | Vladimir Karpets              | Roberto Laiseka             |
| 2005    | Yaroslav Popovych              | Leonardo Piepoli              | David Moncoutié             |
| 2006    | David Cañada                   | Santiago Botero               | Christophe Moreau           |
| 2007    | Vladimir Karpets               | Michael Rogers                | Denis Menchov               |
| 2008    | Gustavo César Veloso           | Rigoberto Urán                | Rémi Pauriol                |
| 2009    | Alejandro Valverde             | Dan Martin                    | Haimar Zubeldia             |
| 2010    | Joaquim Rodríguez              | Xavier Tondo                  | Rein Taaramäe               |
| 2011,   | Michele Scarponi               | Dan Martin                    | Christopher Horner          |
| 2012    | Michael Albasini               | Samuel Sánchez                | Jurgen Van den Broeck       |
| 2013    | Dan Martin                     | Joaquim Rodríguez             | Michele Scarponi            |
| 2014    | Joaquim Rodríguez              | Alberto Contador              | Tejay van Garderen          |
| 2015    | Richie Porte                   | Alejandro Valverde            | Domenico Pozzovivo          |
| 2016    | Nairo Quintana                 | Alberto Contador              | Dan Martin                  |
| 2017    | Alejandro Valverde             | Alberto Contador              | Marc Soler                  |
| 2018    | Alejandro Valverde             | Nairo Quintana                | Pierre Latour               |
| 2019    | Miguel Ángel López             | Adam Yates                    | Egan Bernal                 |
| 2020    | Non-disputé                    | Non-disputé                   | Non-disputé                 |
| 2021    | Adam Yates                     | Richie Porte                  | Geraint Thomas              |
| 2022    | Sergio Higuita                 | Richard Carapaz               | João Almeida                |
| 2023    | Primož Roglič                  | Remco Evenepoel               | João Almeida                |
| 2024    | Tadej Pogačar                  | Mikel Landa                   | Egan Bernal                 |
| 2025    | Primož Roglič                  | Juan Ayuso                    | Enric Mas                   |

## Statistiques et records
| #  | Coureurs           | Victoires | Deuxième | Troisième | Total |
| -- | ------------------ | --------- | -------- | --------- | ----- |
| 1  | Mariano Cañardo    | 7         | 2        | 2         | 11    |
| 2  | Alejandro Valverde | 3         | 1        | 0         | 4     |
| 3  | Miguel Indurain    | 3         | 0        | 0         | 3     |
| 4  | Mució Miquel       | 2         | 2        | 0         | 4     |
| 5  | Marino Lejarreta   | 2         | 1        | 2         | 5     |
| 6  | Miguel Poblet      | 2         | 1        | 1         | 4     |
| 7  | Julián Berrendero  | 2         | 1        | 0         | 3     |
| 7  | Salvador Botella   | 2         | 1        | 0         | 3     |
| 7  | Sean Kelly         | 2         | 1        | 0         | 3     |
| 7  | Joaquim Rodríguez  | 2         | 1        | 0         | 3     |
| 11 | Emilio Rodríguez   | 2         | 0        | 1         | 3     |
| 12 | Victor Fontan      | 2         | 0        | 0         | 2     |
| 12 | Primož Roglič      | 2         | 0        | 0         | 2     |

| #  | Pays            | Victoires | Deuxième | Troisième | Total |
| -- | --------------- | --------- | -------- | --------- | ----- |
| 1  | Espagne         | 60        | 65       | 63        | 188   |
| 2  | France          | 11        | 6        | 11        | 28    |
| 3  | Italie          | 10        | 9        | 10        | 29    |
| 4  | Colombie        | 5         | 3        | 2         | 10    |
| 5  | Belgique        | 3         | 6        | 3         | 12    |
| 6  | Irlande         | 3         | 3        | 1         | 7     |
| 7  | Slovénie        | 3         | 0        | 0         | 3     |
| 8  | Suisse          | 2         | 3        | 5         | 10    |
| 9  | Grande-Bretagne | 2         | 1        | 1         | 4     |
| 10 | Australie       | 1         | 3        | 0         | 4     |
| 11 | Pays-Bas        | 1         | 1        | 1         | 3     |
| 11 | Russie          | 1         | 1        | 1         | 3     |
| 13 | Luxembourg      | 1         | 1        | 0         | 2     |
| 14 | Ukraine         | 1         | 0        | 0         | 1     |
| 15 | Autriche        | 0         | 1        | 0         | 1     |
| 15 | Équateur        | 0         | 1        | 0         | 1     |
| 17 | Portugal        | 0         | 0        | 3         | 3     |
| 18 | États-Unis      | 0         | 0        | 2         | 2     |
| 19 | Estonie         | 0         | 0        | 1         | 1     |

### Victoires d'étapes
| # | Coureurs            | Victoires |
| - | ------------------- | --------- |
| 1 | Miguel Poblet       | 33        |
| 2 | Mariano Cañardo     | 22        |
| 3 | Domingo Perurena    | 14        |
| 4 | Emilio Rodríguez    | 12        |
| 5 | Mario Cipollini     | 11        |
| 6 | Miguel Gual         | 10        |
| 7 | Alejandro Valverde  | 9         |
| 8 | Laurent Jalabert    | 8         |
| 8 | Sean Kelly          | 8         |
| 8 | Johan van der Velde | 8         |
| 8 | Julián Berrendero   | 8         |